# Chrono des Nations-Les Herbiers-Vendée féminin 2010
La 24e édition du Chrono des Nations-Les Herbiers-Vendée féminin a eu lieu le 17 octobre 2010. La course fait partie du calendrier international féminin UCI 2010 en catégorie 1.1. Elle est remportée par la Française Jeannie Longo.

## Classements

### Classement final
| \| Classement général \| Classement général \| Classement général \| Classement général \| Classement général \| \| Coureur \| Coureur \| Pays \| Équipe \| Temps \| \| ------------------ \| ------------------ \| ------------------ \| ---------------------------- \| ------------------ \| \| 1re \| Jeannie Longo \| France \| \| 29 min 22 s \| \| 2e \| Amber Neben \| États-Unis \| États-Unis \| + 30 s \| \| 3e \| Edwige Pitel \| France \| SC Michela Fanini Record Rox \| + 1 min 07 s \| \| 4e \| Patricia Schwager \| Suisse \| Cervélo TestTeam \| + 1 min 23 s \| \| 5e \| Lesya Kalitovska \| Ukraine \| Ukraine \| + 2 min 18 s \| \| 6e \| Pascale Schnider \| Suisse \| \| + 2 min 25 s \| \| 7e \| Mélodie Lesueur \| France \| ESGL 93-GSD Gestion \| + 3 min 00 s \| \| 8e \| Aurore Verhoeven \| France \| \| + 3 min 07 s \| \| 9e \| Svitlana Galyuk \| Ukraine \| Ukraine \| + 3 min 07 s \| \| 10e \| Anisha Vekemans \| Belgique \| Topsport Vlaanderen-Thompson \| + 3 min 08 s \| |                   |            |                              |              |
| |                   |            |                              |              |
| Source : Cycling Quotient |                   |            |                              |              |
| Classement général |                   |            |                              |              |
| Coureur | Coureur           | Pays       | Équipe                       | Temps        |
| 1re | Jeannie Longo     | France     |                              | 29 min 22 s  |
| 2e | Amber Neben       | États-Unis | États-Unis                   | + 30 s       |
| 3e | Edwige Pitel      | France     | SC Michela Fanini Record Rox | + 1 min 07 s |
| 4e | Patricia Schwager | Suisse     | Cervélo TestTeam             | + 1 min 23 s |
| 5e | Lesya Kalitovska  | Ukraine    | Ukraine                      | + 2 min 18 s |
| 6e | Pascale Schnider  | Suisse     |                              | + 2 min 25 s |
| 7e | Mélodie Lesueur   | France     | ESGL 93-GSD Gestion          | + 3 min 00 s |
| 8e | Aurore Verhoeven  | France     |                              | + 3 min 07 s |
| 9e | Svitlana Galyuk   | Ukraine    | Ukraine                      | + 3 min 07 s |
| 10e | Anisha Vekemans   | Belgique   | Topsport Vlaanderen-Thompson | + 3 min 08 s |

### Points UCI
| Position           | 1er | 2e | 3e | 4e | 5e | 6e | 7e | 8e | 9e | 10e | 11e | 12e |
| Classement général | 80  | 56 | 32 | 24 | 20 | 16 | 12 | 8  | 7  | 6   | 5   | 3   |